# Glaresis arabica
Glaresis arabica är en skalbaggsart som beskrevs av Renaud Maurice Adrien Paulian 1980. Glaresis arabica ingår i släktet Glaresis och familjen Glaresidae. Inga underarter finns listade i Catalogue of Life.